# ويليام إي. فوستر
ويليام إي. فوستر (بالإنجليزية: William Eaton Foster)‏ هو أمين مكتبة أمريكي، ولد في 2 يونيو 1851 في براتلبورو في الولايات المتحدة، وتوفي في 10 سبتمبر 1930.